# Mecz Polska – Gwiazdy PLK 2009
Mecz Gwiazd – Polska – Gwiazdy PLK 2009 – towarzyski mecz koszykówki rozegrany 1 marca 2009 roku we Wrocławiu. W spotkaniu wzięli udział czołowi zawodnicy najwyższej klasy rozgrywkowej w Polsce oraz reprezentanci Polski.
Powołani do udziału w spotkaniu
- Polska: Łukasz Koszarek (Anwil Włocławek), Iwo Kitzinger (PBG Basket Poznań), Krzysztof Szubarga (Atlas Stal Ostrów Wielkopolski),  Kamil Chanas (Victoria Górnik Wałbrzych), Przemysław Zamojski (Asseco Prokom Sopot), Paweł Kikowski (Kotwica Kołobrzeg), Adam Waczyński (Górnik), Filip Dylewicz (Prokom), Paweł Leończyk (Energa Czarni Słupsk), Bartłomiej Wołoszyn (Anwil), Krzysztof Roszyk, Robert Witka, Marcin Stefański (wszyscy PGE Turów Zgorzelec), Adam Wójcik (PBG)

Trener: Muli Katzurin (Maccabi Ironi Ramat Gan), asystent: Radosław Czerniak
- Gwiazdy PLK: Courtney Eldridge (Polpharma Starogard Gdański), Greg Harrington (Polonia Gaz Ziemny Warszawa), Damir Milijkovic (Turów), Demetric Bennett (Czarni), Eddie Miller (Sportino Inowrocław), Javier Mojica (AZS Koszalin), Alex McLean (PBG), Brandon Wallace (Bank BPS Basket Kwidzyn), Chris Daniels (Turów), Koko Archibong (Prokom), Drew Naymick (Kotwica), Paul Miller (Anwil)

Trener: Mariusz Karol (Polpharma Starogard Gdański)
W spotkaniu nie wystąpił reprezentant Prokomu Koko Archibong, zastąpił go Mujo Tuljković. Miejsce Grega Harringtona zajął natomiast 
Quinton Day.
W trakcie imprezy odbył się konkurs rzutu za 1000 złotych z połowy boiska, ufundowany przez firmę Spalding. Żadnemu z uczestników nie udało się trafić. Organizowano także pomniejsze konkursy, w których nagrodami były koszulki, gadżety oraz wejściówki na spotkania Eurobasketu organizowanego w Polsce. W przerwie spotkania głównego odbył się również mecz z udziałem kilkulatków (w tym dwóch synów Adama Wójcika).

## Statystyki spotkania
| Polska – 91                               | Polska – 91                               | Polska – 91                               | Polska – 91                               | 76 – Gwiazdy PLK                          | 76 – Gwiazdy PLK                          | 76 – Gwiazdy PLK                          | 76 – Gwiazdy PLK                          |
| Wyniki Kwart – 18:16, 23:18, 26:18, 24:24 | Wyniki Kwart – 18:16, 23:18, 26:18, 24:24 | Wyniki Kwart – 18:16, 23:18, 26:18, 24:24 | Wyniki Kwart – 18:16, 23:18, 26:18, 24:24 | Wyniki Kwart – 18:16, 23:18, 26:18, 24:24 | Wyniki Kwart – 18:16, 23:18, 26:18, 24:24 | Wyniki Kwart – 18:16, 23:18, 26:18, 24:24 | Wyniki Kwart – 18:16, 23:18, 26:18, 24:24 |
| Zawodnik                                  | Kraj                                      | Klub                                      | Pkt                                       | Zawodnik                                  | Kraj                                      | Klub                                      | Pkt                                       |
| ----------------------------------------- | ----------------------------------------- | ----------------------------------------- | ----------------------------------------- | ----------------------------------------- | ----------------------------------------- | ----------------------------------------- | ----------------------------------------- |
| #10 Adam Wójcik                           | Polska                                    | PBG Basket Poznań                         | 15                                        | Demetric Bennett                          | Stany Zjednoczone                         | Energa Czarni Słupsk                      | 9                                         |
| Filip Dylewicz                            | Polska                                    | Prokom Trefl Sopot                        | 16                                        | Courtney Eldridge                         | Stany Zjednoczone                         | Polpharma Starogard Gdański               | 1                                         |
| Paweł Kikowski                            | Polska                                    | Kotwica Kołobrzeg                         | 13                                        | Paul Miller                               | Stany Zjednoczone                         | Anwil Włocławek                           | 2                                         |
| Przemysław Zamojski                       | Polska                                    | Asseco Prokom Sopot                       | 9                                         | Alex McLean                               | Stany Zjednoczone                         | PBG Basket Poznań                         | 2                                         |
| Łukasz Koszarek                           | Polska                                    | Anwil Włocławek                           | 4                                         | Drew Naymick                              | Stany Zjednoczone                         | Kotwica Kołobrzeg                         | 5                                         |
| Paweł Leończyk                            | Polska                                    | Energa Czarni Słupsk                      | 12                                        | Eddie Miller                              | Stany Zjednoczone                         | Sportino Inowrocław                       | 5                                         |
| Iwo Kitzinger                             | Polska                                    | PBG Basket Poznań                         | 0                                         | Quinton Day                               | Stany Zjednoczone                         | Sokołów Znicz Jarosław                    | 5                                         |
| Robert Witka                              | Polska                                    | PGE Turów Zgorzelec                       | 9                                         | Chris Daniels                             | Stany Zjednoczone                         | PGE Turów Zgorzelec                       | 6                                         |
| #16 Krzysztof Szubarga                    | Polska                                    | Atlas Stal Ostrów Wielkopolski            | 6                                         | Damir Miljković                           | Chorwacja                                 | PGE Turów Zgorzelec                       | 7                                         |
| Kamil Chanas                              | Polska                                    | Victoria Górnik Wałbrzych                 | 3                                         | Mujo Tuljković                            | Bośnia i Hercegowina                      | Polpharma Starogard Gdański               | 13                                        |
| Krzysztof Roszyk                          | Polska                                    | PGE Turów Zgorzelec                       | 1                                         | Javier Mojica                             | /                                         | AZS Koszalin                              | 13                                        |
| Bartłomiej Wołoszyn                       | Polska                                    | Anwil Włocławek                           | 3                                         | Brandon Wallace                           | Stany Zjednoczone                         | Bank BPS Basket Kwidzyn                   | 8                                         |
| Marcin Stefański                          | Polska                                    | PGE Turów Zgorzelec                       | 0                                         |                                           |                                           |                                           |                                           |
| Adam Waczyński                            | Polska                                    | Victoria Górnik Wałbrzych                 |                                           |                                           |                                           |                                           |                                           |